# Triuncina
Triuncina är ett släkte av fjärilar. Triuncina ingår i familjen silkesspinnare.
Kladogram enligt Catalogue of Life:
| Triuncina | \| \| Triuncina affinis \| \| \| \| \| \| Triuncina bengalensis \| \| \| \| \| \| Triuncina brunnea \| \| \| \| \| \| Triuncina cervina \| \| \| \| \| \| Triuncina diaphragma \| \| \| \| \| \| Triuncina formosana \| \| \| \| \| \| Triuncina huttoni \| \| \| \| \| \| Triuncina religiosae \| \| \| \| \| \| Triuncina sherwilli \| \| \| \| |
|           | \| \| Triuncina affinis \| \| \| \| \| \| Triuncina bengalensis \| \| \| \| \| \| Triuncina brunnea \| \| \| \| \| \| Triuncina cervina \| \| \| \| \| \| Triuncina diaphragma \| \| \| \| \| \| Triuncina formosana \| \| \| \| \| \| Triuncina huttoni \| \| \| \| \| \| Triuncina religiosae \| \| \| \| \| \| Triuncina sherwilli \| \| \| \| |
|           | Triuncina affinis |
|           | |
|           | Triuncina bengalensis |
|           | |
|           | Triuncina brunnea |
|           | |
|           | Triuncina cervina |
|           | |
|           | Triuncina diaphragma |
|           | |
|           | Triuncina formosana |
|           | |
|           | Triuncina huttoni |
|           | |
|           | Triuncina religiosae |
|           | |
|           | Triuncina sherwilli |
|           | |

## Bildgalleri

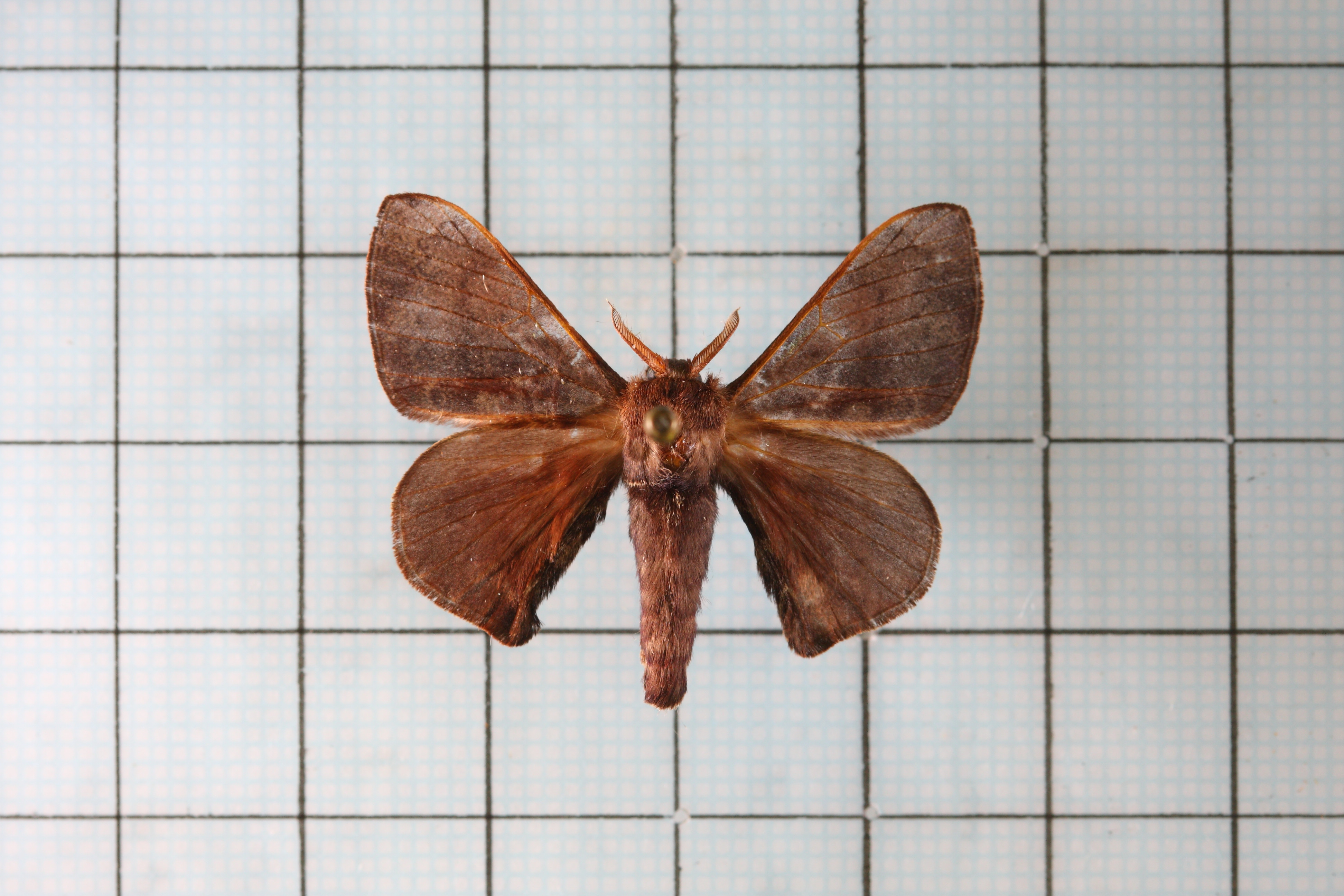
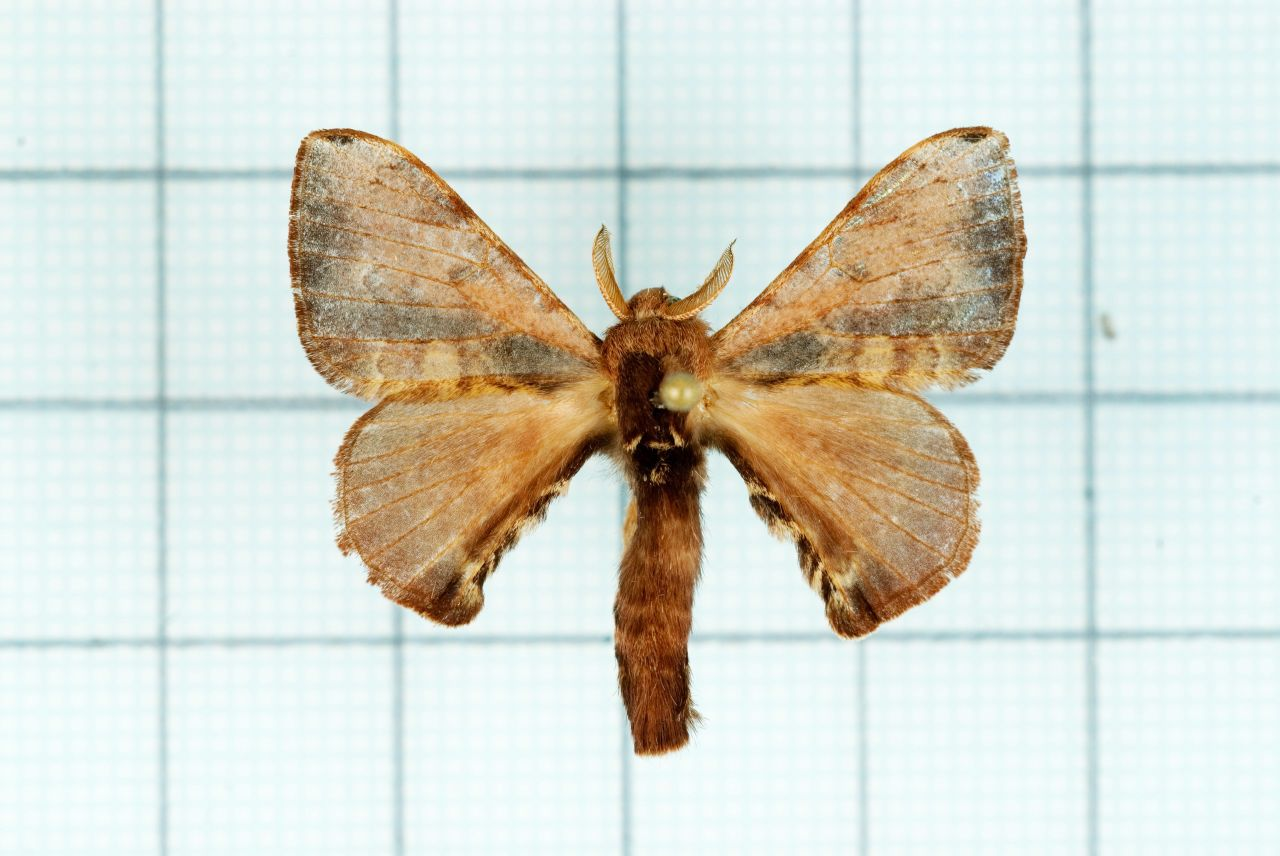